# Đường Nhân Kiện
Đường Nhân Kiện (tiếng Trung: 唐仁健, bính âm Hán ngữ: Táng Rén Jiàn, sinh tháng 8 năm 1962, người Hán) là chính trị gia nước Cộng hòa Nhân dân Trung Hoa. Ông là Ủy viên Ủy ban Trung ương Đảng Cộng sản Trung Quốc khóa XX, khóa XIX, hiện là Bí thư Đảng tổ, Bộ trưởng Bộ Nông nghiệp và Nông thôn. Ông nguyên là Phó Bí thư Tỉnh ủy, Tỉnh trưởng Chính phủ Nhân dân tỉnh Cam Túc; Phó Tổ trưởng, Chủ nhiệm Văn phòng Tiểu tổ Lãnh đạo Công tác Nông thôn Trung ương; Phó Bí thư Khu ủy, Phó Chủ tịch thường trực Chính phủ Nhân dân khu tự trị dân tộc Choang Quảng Tây; Phó Chủ nhiệm Văn phòng Ủy ban Tài chính Kinh tế Trung ương, Phó Tổ trưởng Tiểu tổ Xóa đói giảm nghèo và Phát triển Quốc vụ viện.
Đường Nhân Kiện gia nhập Đảng Cộng sản Trung Quốc năm 1991, học vị Tiến sĩ Kinh tế học, Chuyên gia Kinh tế cao cấp. Ông có sự nghiệp xuất phát điểm tử Bộ Nông nghiệp, trải qua nhiều cơ quan khác nhau cho đến khi trở lại làm Bộ trưởng sau đó 20 năm.

## Xuất thân và giáo dục
Đường Nhân Kiện sinh tháng 8 năm 1962, quê quán tại thành phố Trùng Khánh, Cộng hòa Nhân dân Trung Hoa. Ông lớn lên và theo học phổ thông tại quê nhà. Tháng 9 năm 1979, ông theo học chuyên ngành Kinh tế chính trị, Khoa Kinh tế Chính trị của Học viện Tài chính và Kinh tế Tứ Xuyên (四川财经学院政治经济学) ở thành phố Trùng Khánh, tốt nghiệp Cử nhân Kinh tế chính trị vào tháng 8 năm 1983. Từ tháng 3 năm 1984 đến tháng 1 năm 1985, ông được huấn luyện thể chất ở hương Đại Thanh Sơn (大华山乡), huyện Bình Cốc, thủ đô Bắc Kinh. Tháng 8 năm 1992, ông được kết nạp Đảng Cộng sản Trung Quốc. Giai đoạn 1998 – 2003, ông theo học rồi là nghiên cứu sinh tại chức ở Đại học Tài chính và Kinh tế Tây Nam, nghiên cứu sau đại học tại Khoa Kinh tế công nghiệp, lấy bằng Tiến sĩ Kinh tế học vào tháng 5 năm 2003.

## Sự nghiệp

### Thời kỳ đầu
Năm 1983, Đường Nhân Kiện được tuyển dụng vào Bộ Nông nghiệp, Chăn nuôi và Thủy sản Trung Quốc (农牧渔业部政策), khởi đầu là Khoa viên Ty Quy định và Chính sách của bộ. Tháng 3 năm 1987, ông được đề bạt vào vị trí Phó Chủ nhiệm Khoa viên, và sau đó giữ chức vụ Chủ nhiệm. Tháng 5 năm 1989, ông được đề bạt vào vị trí lãnh đạo và giữ chức Phó Trưởng phòng Chính sách Công nghiệp của Ty Chính sách và Điều tiết Bộ Nông nghiệp, Chăn nuôi và Thủy sản Trung Quốc. Tháng 11 năm 1990, ông được chuyển sang làm Phó Trưởng phòng Điều chỉnh kinh tế của Ty Cải cách chính sách và sau đó là Trưởng phòng. Đến tháng 11 năm 1993, ông giữ chức Phó Chủ nhiệm Sảnh văn phòng Bộ trưởng của Bộ Nông nghiệp và Nông thôn, cấp hàm chính xứ – chính huyện. Sau một năm, ông nhanh chóng trở lại Ty Cải cách Chính sách và được đề bạt vào vị trí Phó Ty trưởng. Tháng 7 năm 1998, ông được chuyển sang Ty Chính sách và Quy định Công nghiệp và giữ chức Phó Ty trưởng cấp phó sảnh – phó địa.

### Cơ quan Trung ương
Vào tháng 9 năm 1998, Đường Nhân Kiện được chuyển tới Văn phòng Tiểu tổ Lãnh đạo Tài chính Kinh tế Trung ương làm Trợ lý Thanh tra; hai năm sau, ông được thăng chức thanh tra. Tháng 2 năm 2005, ông trở thành Tổ trưởng Tổ Nông thôn của Văn phòng Tiểu tổ Lãnh đạo Tài chính Kinh tế. Tháng 3 năm 2006, ông giữ chức Phó Chủ nhiệm Văn phòng Tiểu tổ Lãnh đạo Tài chính Kinh tế. Vào tháng 6 năm 2006, ngoài chức vụ Phó Chủ nhiệm Văn phòng Tài chính Kinh tế Trung ương, ông được bổ nhiệm làm Phó Chủ nhiệm Văn phòng Tiểu tổ Lãnh đạo Công tác Nông thôn Trung ương. Thời kỳ này, ông công tác phụ tá lãnh đạo là Uông Dương. Vào tháng 6 năm 2013, ông giữ chức Phó Tổ trưởng Tiểu tổ Xóa đói giảm nghèo và Phát triển Quốc vụ viện, cấp phó tỉnh – phó bộ. Tháng 7 năm 2016, ông được điều trở lại Tiểu tổ Lãnh đạo Công tác nông thôn Trung ương làm Phó Tổ trưởng, hàm chính bộ. Ông giữ vị trí Chủ nhiệm Văn phòng Tiểu tổ, cũng chuyển tới làm Phó Chủ nhiệm Văn phòng Ủy ban Tài chính Kinh tế Trung ương.

### Tổ chức địa phương

#### Quảng Tây

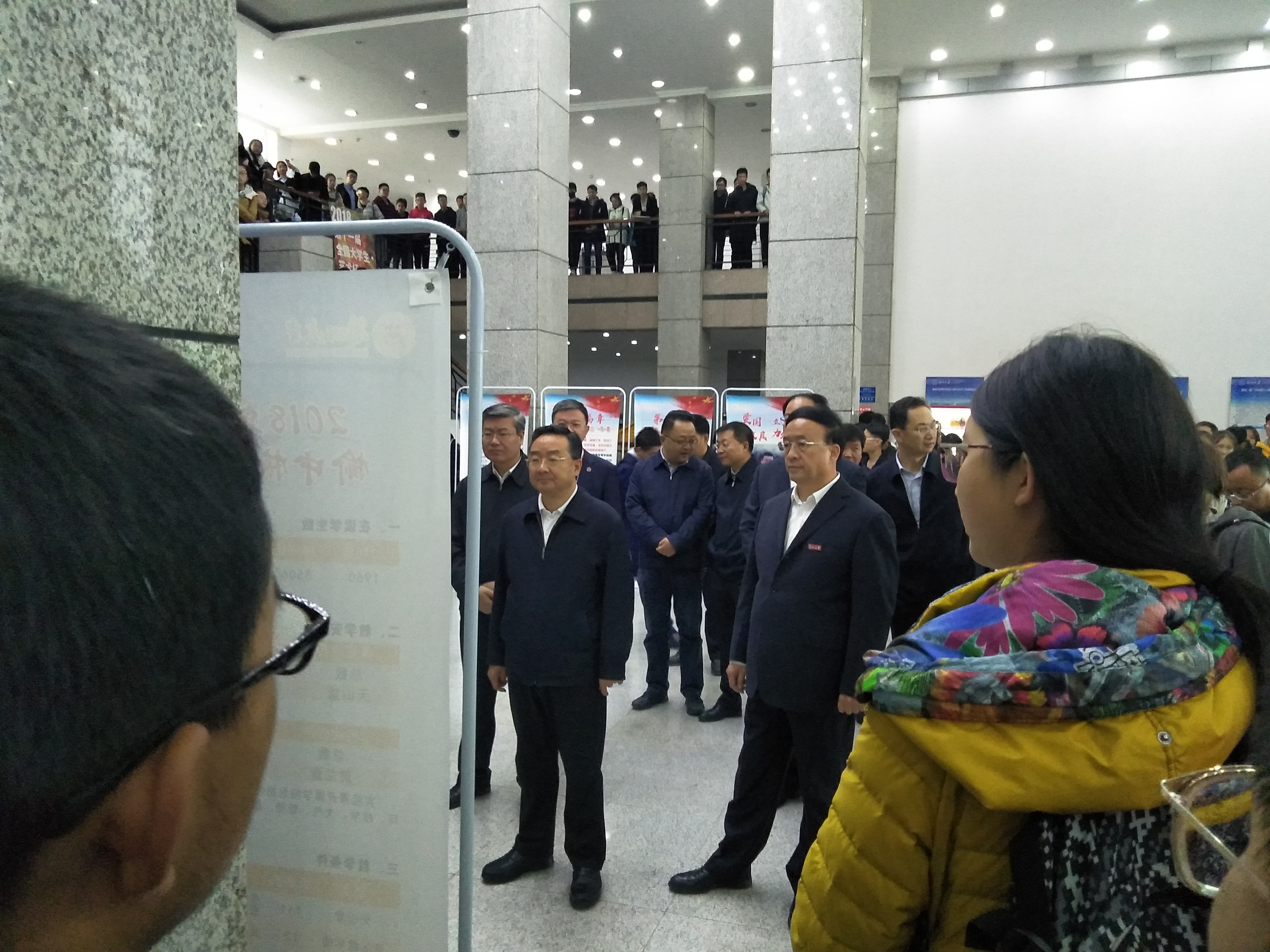
Đường Nhân Kiện thăm Đại học Lan Châu năm 2018, với bên trái là Bí thư Thành ủy Lan Châu Lý Vinh Xán, đằng sau là Hiệu trưởng Nghiêm Thuần Hoa, bên phải là Bí thư Đảng ủy trường Viên Chiêm Đình.

Vào tháng 4 năm 2014, Đường Nhân Kiện được điều chuyển về khu tự trị dân tộc Choang Quảng Tây, bổ nhiệm làm Thường vụ Khu ủy Khu tự trị. Vào tháng 5 cùng năm, ông giữ chức Phó Chủ tịch Chính phủ Nhân dân Khu tự trị dân tộc Choang Quảng Tây. Tháng 4 năm sau, ông được đề bạt vào vị trí Phó Bí thư Khu ủy Khu tự trị dân tộc Choang Quảng Tây.

#### Cam Túc
Vào tháng 4 năm 2017, ông được điều chuyển tới Cam Túc, giữ chức vị Thường vụ Tỉnh ủy, Phó Bí thư Tỉnh ủy Cam Túc. Từ tháng 4 trở đi, ông giữ chức Phó Tỉnh trưởng Chính phủ Nhân dân, Quyền Tỉnh trưởng Chính phủ Nhân dân, và Bí thư Đảng tổ Chính phủ tỉnh. Ngày 05 tháng 5 năm 2017, ông được được bầu làm Tỉnh trưởng Chính phủ Nhân dân tỉnh Cam Túc. Vào tháng 10 năm 2017, ông được bầu làm Ủy viên Ủy ban Trung ương Đảng Cộng sản Trung Quốc khóa XIX tại Đại hội Đảng Cộng sản Trung Quốc lần thứ XIX.

### Bộ Nông nghiệp
Tháng 11 năm 2020, Trung ương quyết định điều chuyển Đường Nhân Kiện về công tác ở thủ đô, bổ nhiệm làm Ủy viên Tiểu tổ, Chủ nhiệm Văn phòng Tiểu tổ Lãnh đạo Công tác nông thôn Trung ương, đồng thời là Bí thư Đảng tổ Bộ Nông nghiệp và Nông thôn, Quốc vụ viện. Ở Cam Túc, hội nghị Thường vụ Nhân Đại tỉnh ngày 03 tháng 12 đã thông qua quyết định miễn nhiệm vị trí Tỉnh trưởng Cam Túc của ông, được kế nhiệm bởi Nhậm Chấn Hạc. Ngày 26 tháng 12 cùng năm, Ủy ban thường vụ Nhân Đại Trung Hoa đã phê chuẩn bổ nhiệm Đường Nhân Kiện làm Bộ trưởng Bộ Nông nghiệp và Nông thôn Trung Quốc. Cuối năm 2022, ông tham gia Đại hội Đảng Cộng sản Trung Quốc lần thứ XX từ đoàn đại biểu khối cơ quan trung ương Đảng và Nhà nước. Trong quá trình bầu cử tại đại hội, ông tái đắc cử là Ủy viên Ủy ban Trung ương Đảng Cộng sản Trung Quốc khóa XX.
Tối ngày 18 tháng 5 năm 2024, theo thông báo chính thức của Trung ương Đảng Cộng sản Trung Quốc thì ông Đường Nhân Kiện bị điều tra do "vi phạm kỷ luật nghiêm trọng" - cụm từ thường được hiểu là vi phạm về chính trị hoặc phạm tội tham nhũng.